# 红卫区
红卫区（1968年9月—1978年4月）是中华人民共和国福建省福州市历史上的一个市辖区。
1968年9月，鼓楼区改名为红卫区。1970年2月，原洪山公社并入红卫公社，连同新店公社划归红卫区。1975年2月，红卫区的红卫公社划为蔬菜生产基地，直属福州市革命委员会；5月，红卫区的新店公社划归郊区。1978年4月，红卫区复名为鼓楼区。